# Артилерійський катер

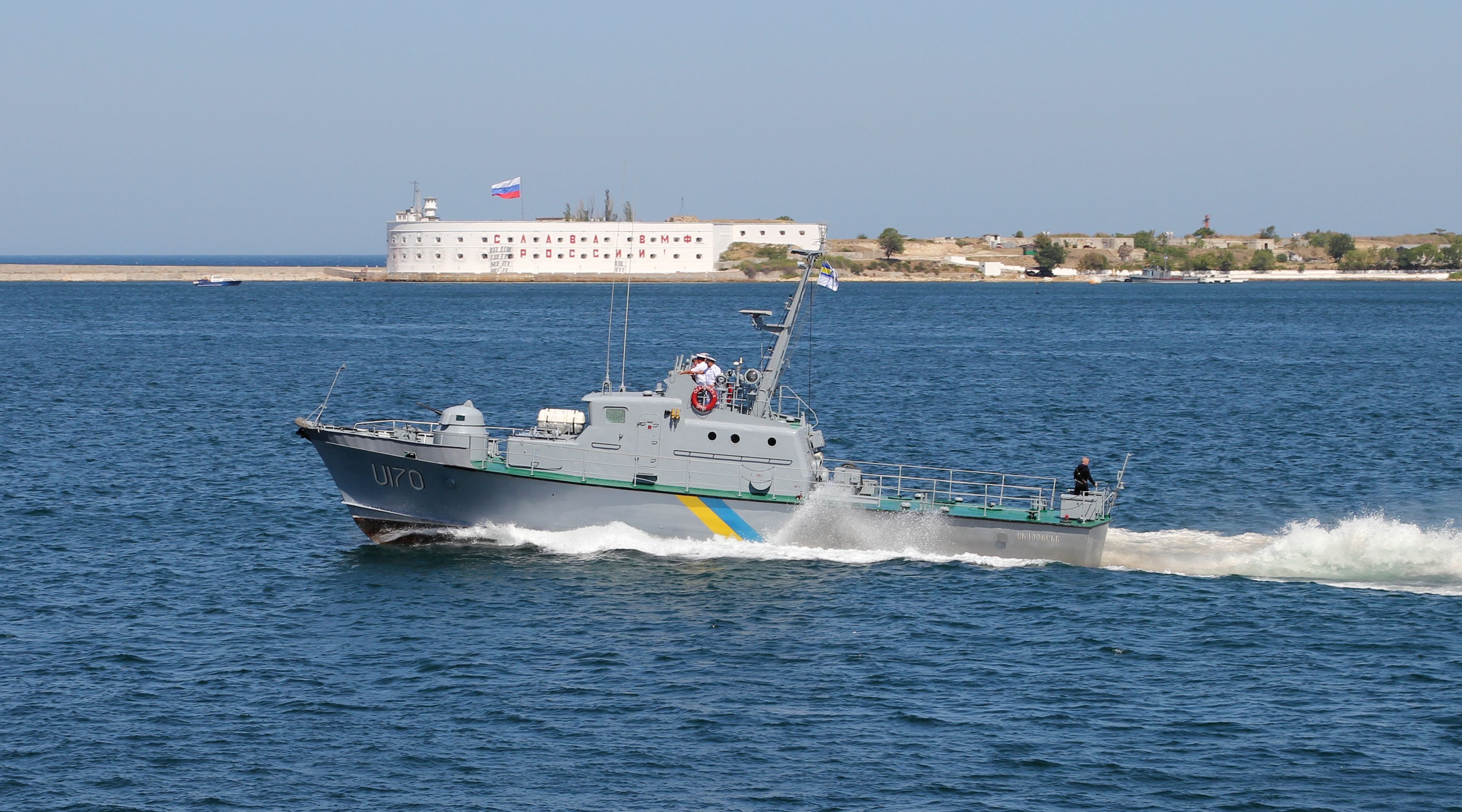
Артилерійський катер U120 «Скадовськ» ВМС України

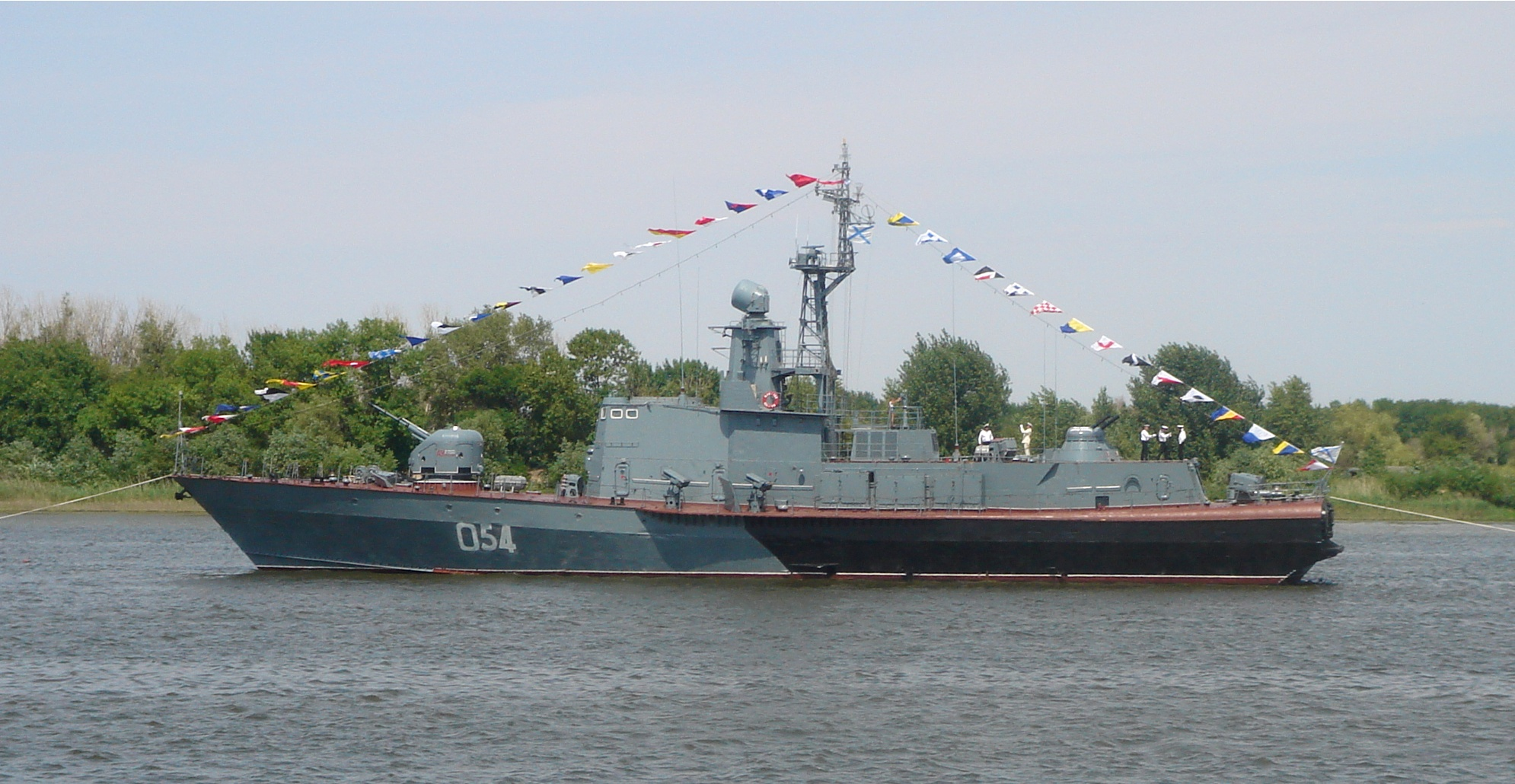
Малий артилерійський корабель МАК-160

Артилері́йський ка́тер — клас швидкохідного маломірного бойового корабля, основною зброєю якого є артилерійські системи (ствольні, реактивні тощо). Кількість та калібр гармат, що встановлюються на таких катерах, залежать від його бойового призначення. Перемога над супротивником у морському бою досягається вогнем його артилерії. Морські і річкові артилерійські катери призначені для ураження малих надводних кораблів, живої сили і техніки супротивника у прибережних морських, річних та озерних районах, несення патрульної служби. Артилерійські кораблі, як правило, мають на озброєнні 57-76-мм універсальні артилерійські установки і великокаліберні кулемети.
Артилерійські катери поділяються на сторожові (патрульні) і броньовані (бронекатери). За принципом руху: водотоннажні, глісуючі, на підводних крилах, на повітряній подушці. За типом рушія: моторні та газотурбінні.